# Tesla (zespół muzyczny)
Tesla – amerykański zespół rockowy, powstały w 1984 pod nazwą City Kidd. Członkowie zmienili nazwę zespołu na Tesla w 1986 w czasie nagrywania ich pierwszego albumu – Mechanical Resonance. Przyczynił się do tego menadżer zespołu, który twierdził, że z nazwą City Kidd zespół nie ma szans zaistnieć.
Twórcami zespołu byli: Jeff Keith – wokalista, Frank Hannon i Tommy Skeoch – gitarzyści, Brian Wheat – basista oraz Troy Luccketta – perkusista.
Muzyka Tesli jest często przyrównywana do hard rocka lub heavy metalu. W rzeczywistości w utworach Tesli występuje dużo zagrywek bluesowych. Ostatecznie ich styl wyznaczyła trasa koncertowa odbyta z zespołami takimi, jak: Def Leppard czy Poison. Z drugiej strony wizerunek, który starali się stworzyć był bardzo podobny do Aerosmith, wokalista nosił ubrania w stylu Stevena Tylera, natomiast Frank Hannon ubierał się podobnie do Joe Perry'ego – gitarzysty Aerosmith.

## Dyskografia

### Albumy studyjne
- 1986 Mechanical Resonance
- 1989 The Great Radio Controversy
- 1991 Psychotic Supper
- 1994 Bust a Nut
- 2004 Into the Now
- 2007 Real to Reel
- 2007 A Peace Of Time
- 2008 Forever More
- 2014 Simplicity

### Wydane koncerty
- 1990 Five Man Acoustical Jam (1990, live)
- 1995 Times Makin' Changes - The Best of Tesla (1995, best of 1986-1994) (US – Gold)
- 2001 20th Century Masters – The Millennium Collection: The Best of Tesla (2001)
- 2001 Replugged Live (2001, 2-CD Live Set)
- 2002 Standing Room Only (2002, Live)